# Щусь, Феодосий Юстинович
Феодо́сий (Федо́с) Юсти́нович Щусь (25 марта 1893, Великомихайловка, Российская империя — 13 июня 1921, Недригайлов, СССР) — командир повстанческого отряда, затем один из командиров в Революционной повстанческой армии Украины, начальник кавалерии, «правая рука» Нестора Махно.

## Биография

### Происхождение
Родился в селе Дибровка Александровского уезда Екатеринославской губернии, ныне Великомихайловка в крестьянской семье казацкого происхождения. 

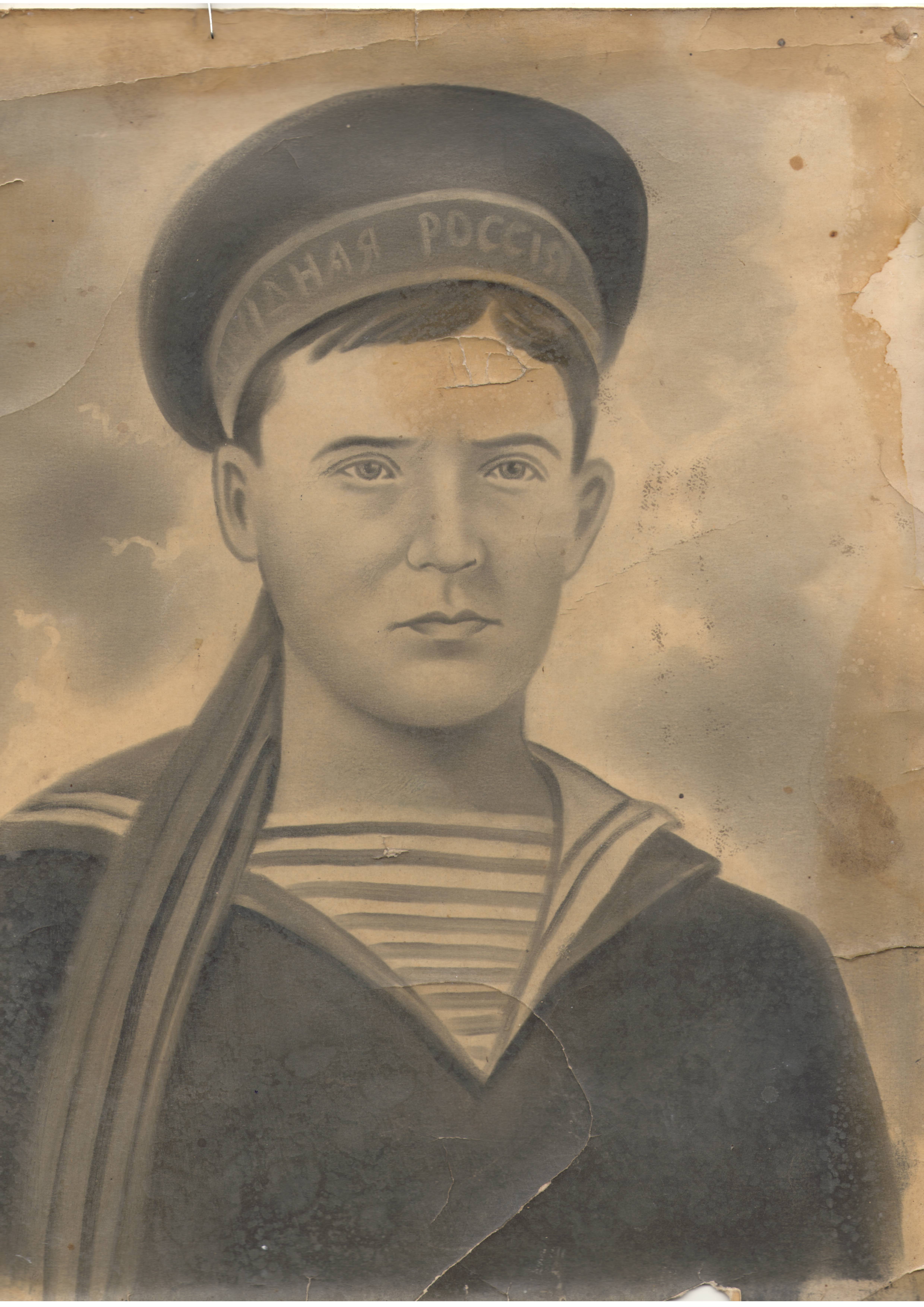
Оцифрованное фото Ф. Щуся в форме матроса. Оригинал хранится в Покровском районном народном историко-краеведческом музее

В 1915 году призван на военную службу — матросом на броненосце «Иоанн Златоуст» на Черноморский флот. На флоте много занимался спортом, был чемпионом по французскому боксу и борьбе, хорошо знал джиу-джитсу, был способен победить любого противника быстрым захватом без особого на то напряжения.
Там же увлёкся анархо-коммунизмом. После февраля 1917 года вместе с несколькими другими матросами дезертировал с корабля и отправился в родную губернию.

### Участие в Гражданской войне
В 1917 году вернулся на родину и стал одним из самых активных членов «Чёрной Гвардии», анархистской организации Гуляй-Поля. Затем организовал собственный партизанский отряд.
Щусь придерживался экстравагантного стиля: его конь был украшен лентами, цветами и жемчужными ожерельями на ногах. Сам он облачался в шитый гусарский мундир, надевал матросскую бескозырку, на шее носил кавказский кинжал, за поясом была старинная сабля и револьвер Кольта.
Имел тенденцию пускаться в лихие, не всегда оправданные рейды, личная отвага соседствовала с азартом. Феодосий был красавцем и очень интересовался красивыми махновками.
С июня 1918 года — командир анархистского партизанского отряда, действовавшего против гетманской варты, немцев и австрийцев. После его поражения осенью 1918 года присоединился к Махно, стал его адъютантом, имел большой авторитет среди махновцев (ряд документов махновцев подписан «штаб Махно и Щуся») и считал себя равным батьке, только весной 1919 года окончательно подчинился Махно. С февраля по май 1919 года — член штаба 3-й Заднепровской бригады им. батьки Махно. С июля по август 1919 года — начальник кавалерии, с сентября по декабрь — командир 1-й кавбригады 1-го Донецкого корпуса Революционной повстанческой армии Украины. С марта 1920 по апрель 1921 года — член штаба Повстанческой армии. С мая по июнь 1921 года — начштаба 2-й группы РПАУ.
Убит в июне 1921 года под городом Недригайловом близ села Беседовка в Сумском уезде в бою с 8-й кавдивизией Червонного казачества. По другой версии, Щуся застрелил лично Нестор Махно в один из последних дней своего пребывания в Гуляйпольском районе: Щусь якобы разуверился в перспективах дальнейшей борьбы и, выступив с критикой действий Махно, предложил сдаться, но Махно тут же остановил его и скомандовал: «Те, кто за Щуся — в одну сторону, а те, кто за Махно — в другую сторону», и когда на сторону Щуся перешло меньше людей, тут же его застрелил. Однако эта версия считается маловероятной.

## Память
2 июля 2011 года в селе Хоружевка Недригайловского района Сумской области представителями Сумской организации Национального союза краеведов Украины, МОО «Украинское казачество», САУ почтили память погибших казаков Повстанческой крестьянской армии.
В хоружевском клубе (бывшая церковь) проведён историко-краеведческий семинар, посвящённый тем далёким событиям. С анализом событий почти столетней давности выступили Председатель СОО НСКУ Олег Корниенко, директор Недригайловского краеведческого музея Иван Аборовский, доцент кафедры истории Украины СУМПГУ кандидат исторических наук Александр Вовко, председатель сумского отделения САУ писатель Аркадий Поважный.
Участники мероприятия просмотрели документальный фильм, посвящённый повстанческому движению. На западной окраине села установлен памятный крест с надписью «Земля и Воля», у которого священники УПЦ КП отслужили панихиду.

## Значение в истории махновского движения
Феодосий Щусь сыграл одну из важнейших ролей в истории как Махновского движения, так и гражданской войны в общем. Он стал своеобразным символом повстанчества. Жестокий, но справедливый анархист с колоритной внешностью. Человек которого любили и уважали крестьяне, человек которого как смерти боялись враги. Революция и повстанческое движение были частью его жизни, ярким примером этого является стихотворение «Лютая погодка», написанное самим Феодосием Щусем.

## Феодосий Щусь глазами современников
Феодосий Щусь — один из самых колоритных и интересных, но в то же время один из самых жестоких анархистов времён гражданской войны. Его вспоминают как экстравагантного парня, который любил пёстро одеваться, смешивая военные мундиры разных родов войск и армий, добавляя к ним красочные детали: бант вместо галстука, яркие рубашки, — как когда-то было присуще запорожским казакам. Воспоминания очевидцев свидетельствуют, что Щусь облачался в шитый гусарский мундир, надевал матросскую бескозырку, на шее носил кавказский кинжал, за поясом была старинная сабля и револьвер Кольт.

Как вспоминает Николай Сарма-Соколовский:
Поздней осенью, когда Сура зашлась первым льдом, ночью махновская конница, ломая лёд, перебрела Суру и оказалась в Привольной, штаб армии Махно сразу же перенесли к попу, а заночевали у нас: все были грязные, усталые и злые, но мамина вкусная горячая еда всех обогрела и даже сделала кроткими. В штабе самого Махно не было — его заменял Феодосий Щусь, настоящий запорожец-великан, с русыми волосами до плеч и большой саблей в оправе кавказского серебра.

Папа любовался им, жалея, что он пошёл к Махно, а не к Петлюре…
— «Українське слово» 18 — 24 мая 2000 года.

## Киновоплощения
- Большая малая война (1980) — Виктор Косых
- Девять жизней Нестора Махно (2007) — Даниил Белых
- Бендер: Золото империи (2021) — Максим Ханжов